# Санта-Джустіна
Санта-Джустіна (італ. Santa Giustina, вен. Santa Jostina) — муніципалітет в Італії, у регіоні Венето, провінція Беллуно.
Санта-Джустіна розташована на відстані близько 470 км на північ від Рима, 80 км на північ від Венеції, 16 км на південний захід від Беллуно.
Населення — 6817 осіб (2014).
Покровитель — Santa Giustina di Padova.

## Демографія
Населення за роками:

Станом на 1 січня 2023 року в муніципалітеті офіційно проживало 335 іноземців з 41 країни, серед них 125 громадян країн Євросоюзу та 24 громадяни України.

## Сусідні муніципалітети
- Чезіомаджоре
- Лентіаї
- Мель
- Сан-Грегоріо-нелле-Альпі
- Седіко
- Соспіроло